# Оттоновское возрождение

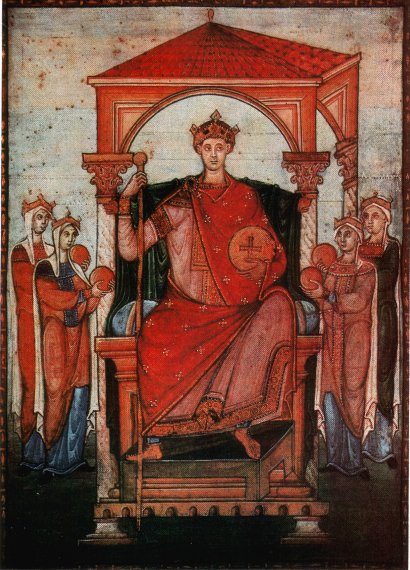
Император Оттон II, ок. 983 г.

«Оттоновское возрождение» — краткий период (в конце X века) подъёма культурной жизни в Германии при императорах Саксонской династии — Оттонах. При дворе Оттона I возродилась Академия, где собирались просвещённые люди. Здесь развивалась литературная деятельность, переписывались рукописи, предпринимались попытки распространения знания классической латыни и римской литературы. При дворе и некоторых соборах возникли школы. Среди учителей этих школ особенно выделялся учёный монах Герберт (950—1003) — человек незнатного происхождения, один из образованнейших людей эпохи: философ, математик, музыкант, астроном. Он оставил ряд математических, философских, литературных и исторических сочинений, был учителем Оттона III, архиепископом; в 999 г. император возвёл Герберта на папский престол под именем Сильвестра II (999—1003).
Образование распространилось не только среди клириков, но и среди мирян, причём его могли получить и мальчики, и девочки. Многие знатные дамы говорили и читали на латыни и славились своей учёностью. Наиболее известной поэтессой и драматургом была Хросвита Гандерсгеймская (вторая половина X века). При Оттоне II, женатом на византийской принцессе Феофано, усилилось греческое влияние. Особую пышность и утончённость приобрёл быт двора и феодалов. Для «Оттоновского возрождения» характерно усиление культурных связей с Византией. Это особенно сказалось на расцвете книжного дела и миниатюристики, главным центром которых стал монастырь Райхенау.
Это было возрождением во всех возможных смыслах, кроме согласованной попытки возродить античность. Пропитанное религиозным пылом клюнийской реформы, оно провозглашало христоцентрическую направленность духовной энергии, глубоко чуждую универсалистской установке, которая во времена Карла Великого и Карла Лысого пыталась перекинуть мост через пропасть, разделявшую «эру, подчинённую Благодати», от «эры, подчинённой Закону», а последнюю от «эры до закона».